# Ringstraße
Als Ringstraße (gelegentlich auch Straßenring) wird im Allgemeinen eine Straße bezeichnet, die annähernd ringförmig um einen Stadt- oder Ortskern führt und die alte Kernstadt im Kreis ihrer Vorstädte abgrenzt. Erweitert bezieht sich der Begriff auf weitere Außenringe außerhalb des moderneren Stadtzentrums.

## Allgemeines
Ringstraßen orientieren sich allgemein an mittelalterlichen Wallmauern, mit denen sich viele europäische Städte vor feindlichen Angriffen schützten. Vorbild war Wien, wo Ferdinand I. nach der ersten türkischen Belagerung 1529 entschied, die alten Wallmauern durch Basteianlagen zu ersetzen, die 1672 vollendet werden konnten. Durch den Bau der Ringstraße wurde die Anbindung der 1850 eingemeindeten Vorstädte an den alten Stadtkern vollzogen.  

## Historische Ringstraßen

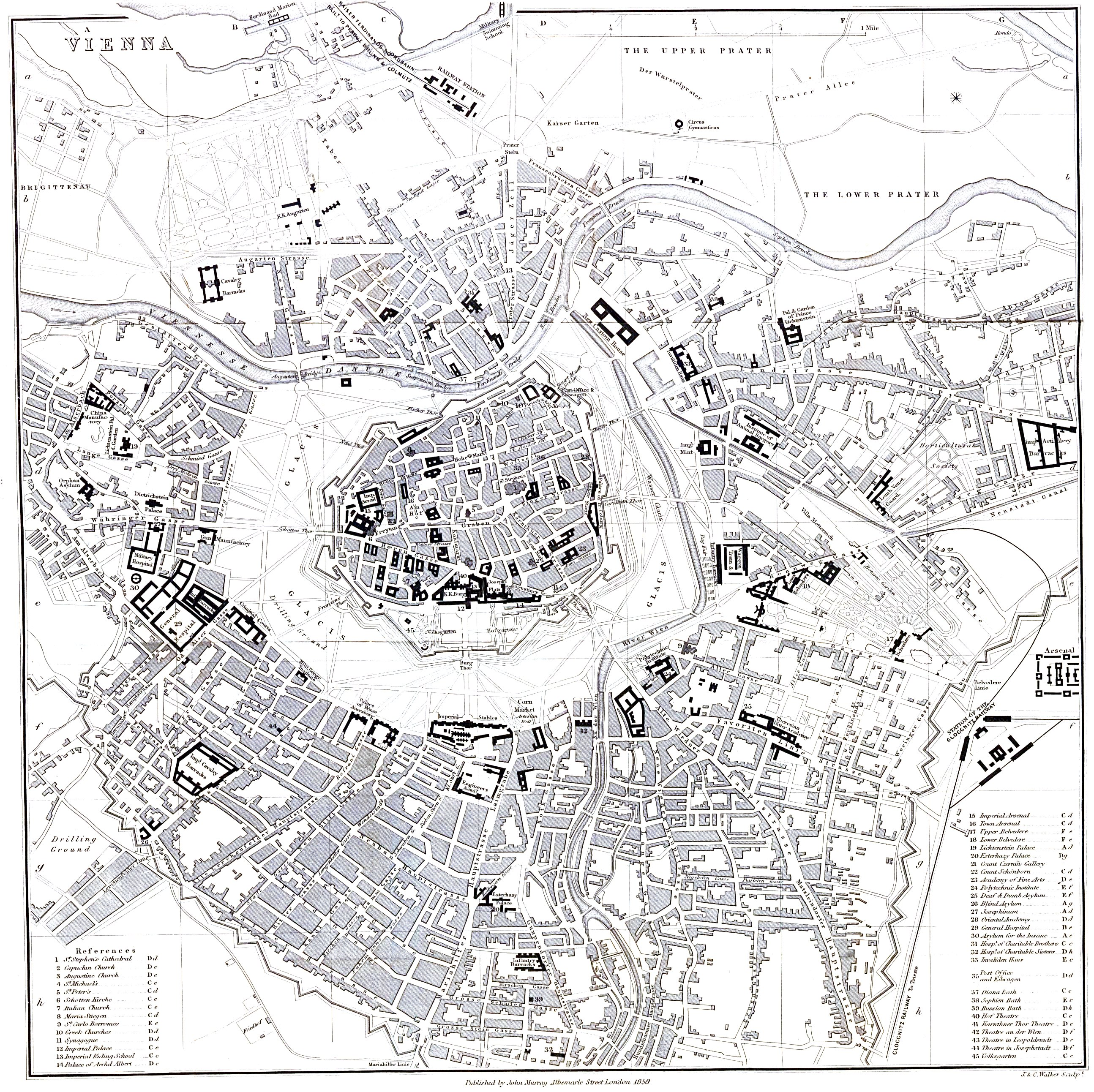
Der Wiener Stadtplan von 1858 zeigt die Lage des noch freien Festungsvorfelds zwischen der inneren Stadt und den Vorstädten.

Im 19. Jahrhundert entstanden Ringstraßen häufig an Stelle ehemaliger Stadtbefestigungen, die aufgrund des urbanen Wachstumsprozesses der Stadt obsolet geworden waren und als Verkehrshindernis galten. Der entsprechende französische Name Boulevard verweist etymologisch auf das deutsche Wort Bollwerk. Auch die Napoleonischen Entfestigungsdiktate spielten bei der Entstehung solcher Straßenringe eine gewisse Rolle.
Die bekanntesten Straßenringe dieser Art befinden sich in:
| Stadt             | Straßenname                                |
| ----------------- | ------------------------------------------ |
| Bordeaux          | französisch Cours                          |
| Braunschweig      | Stadtring                                  |
| Budapest          | ungarisch Nagykörút                        |
| Erfurt            | Stadtring                                  |
| Frankfurt am Main | Anlagenring und Alleenring                 |
| Hamburg           | Ring 1                                     |
| Köln              | Ringe                                      |
| Leipzig           | Innenstadtring                             |
| Mannheim          | siehe Quadratestadt                        |
| Moskau            | Boulevardring und Gartenring               |
| München           | Altstadtring                               |
| Paris             | Grands Boulevards                          |
| Peking            | 2. Ringstraße                              |
| Recklinghausen    | Wallring                                   |
| Timișoara         | Bulevard Tinereții und Bulevard Revoluției |
| Wien              | Ringstraße                                 |
| Wiesbaden         | Ringstraße                                 |

Weitere, im 19. Jahrhundert entstandene Straßenringe gibt es unter anderem in folgenden und in zahlreichen anderen Städten:
- Aachen (Alleenring)
- Dortmund (Wallring)
- Düsseldorf
- Graz
- Klagenfurt
- Landau in der Pfalz

Heutzutage werden des Weiteren zahlreiche kleinere bzw. Anwohnerstraßen Ringstraße benannt, wie etwa die zu Zeiten der DDR entstandenen Ringstraßen in Grünau und Templin.

## Ringautobahnen und andere Außenringe

Bundesautobahn 10 (Berliner Ring)

Eine modernere Variante der Ringstraße ist die Ringautobahn, die eine Stadt oder ein Ballungsgebiet in einem größeren Radius weiträumig umschließt. Bekannt sind u. a.:
| Stadt    | Straßenname                                       | Straßenschild                                                           |
| -------- | ------------------------------------------------- | ----------------------------------------------------------------------- |
| Berlin   | Bundesautobahn 10                                 | /                                                                       |
| Dortmund | Autobahnring                                      | /                                                                       |
| Gießen   | Gießener Ring                                     | /                                                                       |
| Köln     | Autobahnring                                      | /                                                                       |
| London   | London Orbital                                    | M25                                                                     |
| Moskau   | äußerer Autobahnring MKAD Moskauer Sekantenring   | /                                                                       |
| München  | Bundesautobahn 99                                 | sowie die weitgehend autobahnähnliche Bundesstraße 2 R (Mittlerer Ring) |
| Paris    | Autoroute A 86 Boulevard périphérique             | A86                                                                     |
| Peking   | 5. Ringstraße                                     |                                                                         |
| Prag     | Autobahnring D0                                   | /                                                                       |
| Rom      | Autostrada A90                                    | /                                                                       |
| Tirana   | Unaza e Madhe                                     | /                                                                       |
| Wien     | Außenring Autobahn A21 Außenring Schnellstraße S1 | /                                                                       |

In Nürnberg schuf man nach Plänen von Hermann Jansen aus den 1920er Jahren bis 1993 in mehreren Etappen mit dem Nürnberger Ring eine als Bundesstraße deklarierte Umfahrung der Innenstadtgebiete. Dieser ist nicht mit dem Altstadtring zu verwechseln, der entlang der mittelalterlichen Stadtmauer um die Viertel St. Lorenz und St. Sebald führt.

## Insel-Straßenringe
Eine besondere Ringstraße sind die Umfassungstraßen der Inseln, beispielsweise der Ringstraße (isländisch Hringvegur), die Hauptverkehrsverbindung in Island, mit einer Gesamtlänge von 1339 km. Sie verläuft rund um den Hauptteil der Insel, mit Auslassung der Westfjorde. Das Innere der Insel ist nur sehr schwach besiedelt.

Insel-Straßenringe
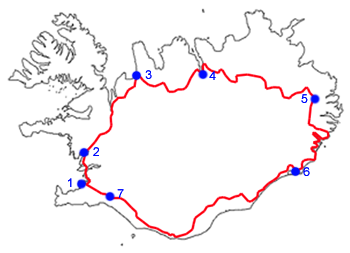
Hringvegur auf Island
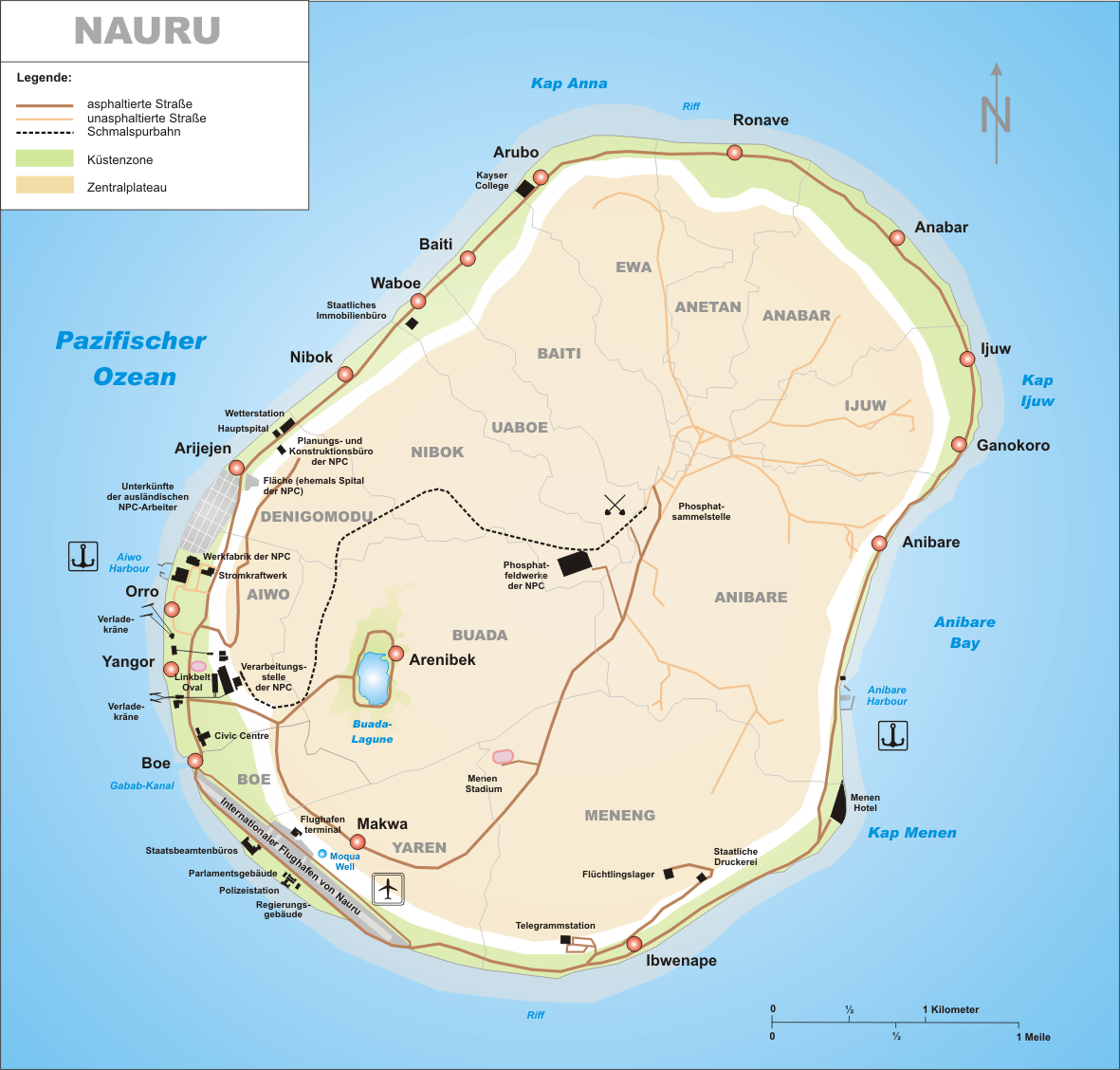
Straßenring um Nauru
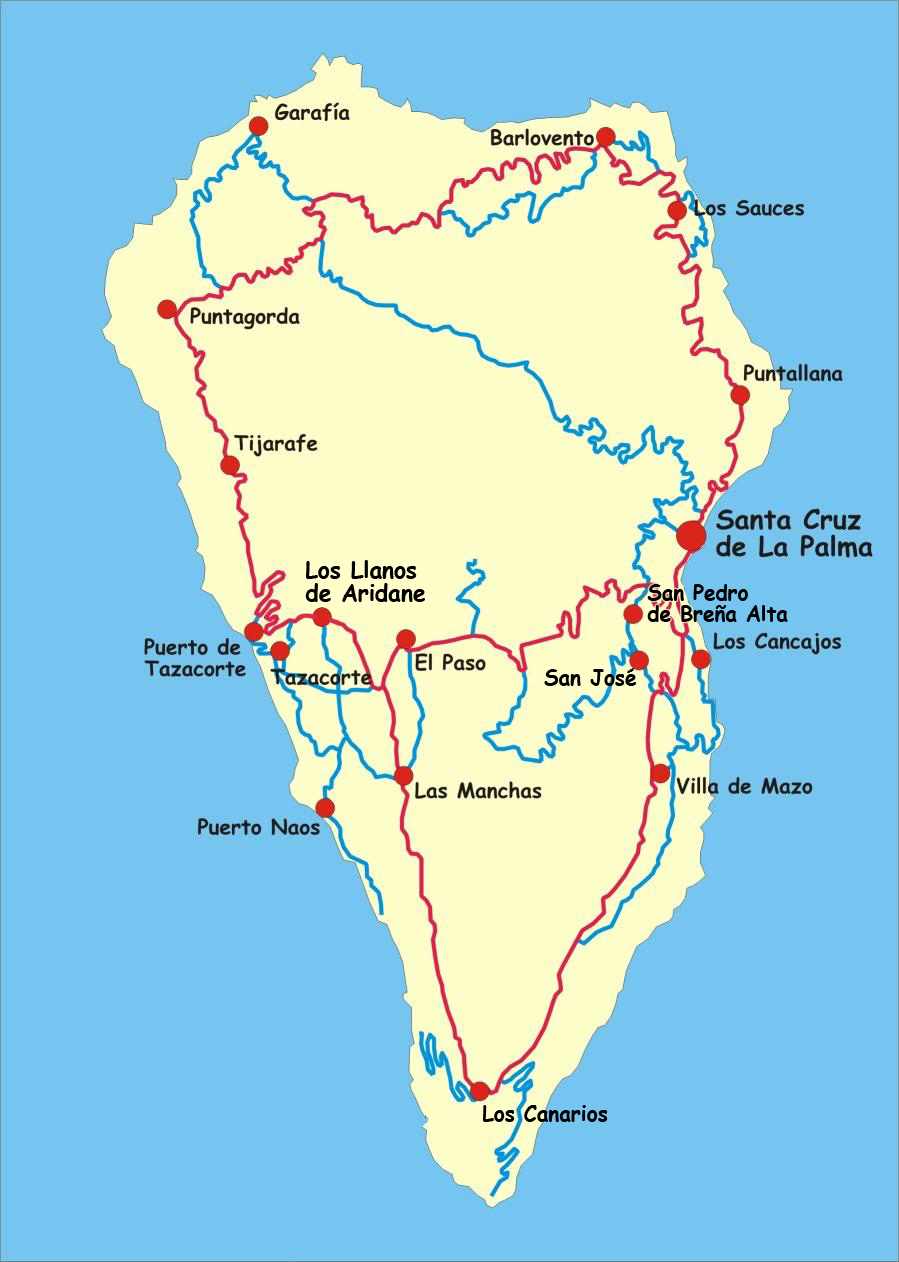
Straßenring um La Palma
Straßenring um Australien

Australien gilt zwar geografisch als Kontinent und nicht als Insel, doch ist der National Highway 1 () verkehrstechnisch ein Insel-Straßenring mit einer Länge von 16007 km.

## Sonstige Ringstraßen
Die afghanische Ring Road verbindet die meisten großen Städte Afghanistans.
Sendemasten, die eine Schirmantenne tragen, sind mitunter auch mit einer Ringstraße umgeben, um bei Bedarf die Abspannfundamente der Seile der Ringantenne schnell erreichen zu können. Derartige Ringstraßen sind im Regelfall nicht für die Öffentlichkeit zugänglich.